# Miriam Pratt

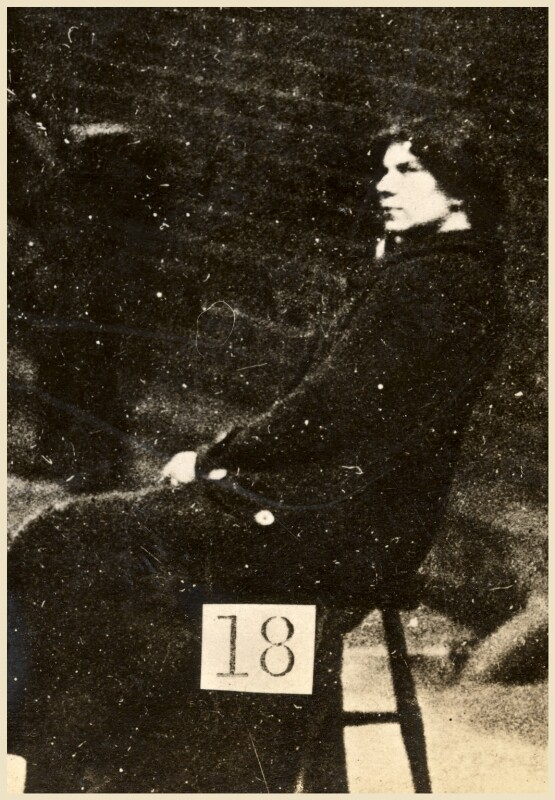
Überwachungsbild von 1914 der inhaftierten Miriam Pratt im Hof des Holloway Prison. Das Innenministerium gab ab 1913 verdeckte Aufnahmen von militanten Suffragetten in Auftrag. Solche Fotos wurden verwendet, um militante Suffragetten zu identifizieren, die versuchten, öffentliche Gebäude wie Museen oder Kunstgalerien zu betreten.

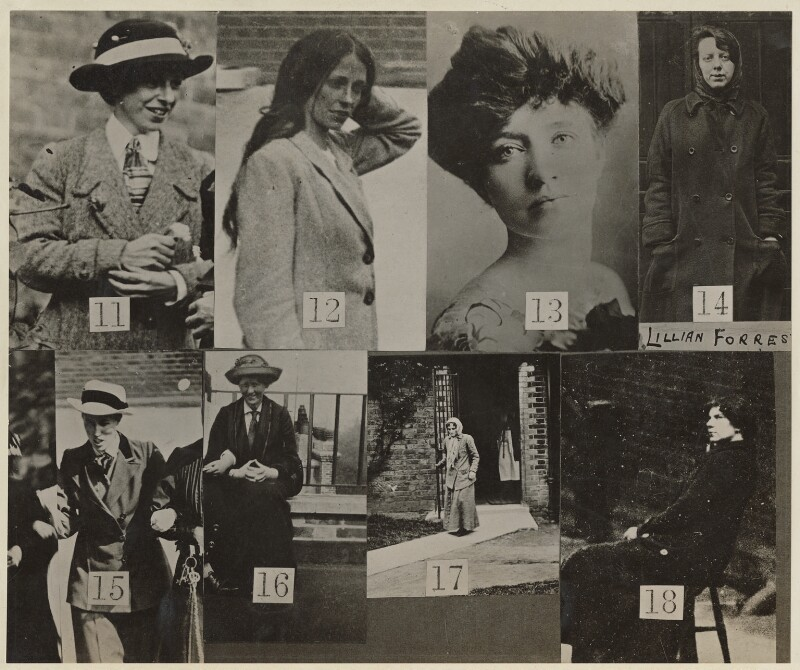
Erkennungsblatt mit zu überwachenden Suffragetten, 1914

Miriam Pratt, verheiratete Francis (* 26. Januar 1893 in Windlesham, Surrey Heath, Surrey; † 24. Juni 1975 in Epsom, Surrey) war eine englisch-britische Suffragette und Brandstifterin, die Bekanntheit dafür erlangte, dass sie im Mai 1913 mehrere Gebäude der Universität Cambridge in Brand setzte.

## Leben
Pratt wurde 1893 in Surrey geboren. Im Alter von acht Jahren kam sie in den Haushalt ihrer kinderlosen Tante Harriet und deren Mann William Ward in Norwich, Norfolk. William Ward war Polizeibeamter.
Pratt schloss sich den Suffragetten an; andere führende Suffragetten in Norfolk waren Caprina Fahey, Sophia Duleep Singh und Grace Marcon.
Im Jahr 1913 arbeitete sie an der St Paul’s National School in Norwich. Am 17. Mai 1913 zündeten Pratt und eine weitere ungenannte Person mit Paraffin getränkte Tücher in zwei unbewohnten Gebäuden an. Aus unbekanntem Grund ließ sie ihre goldene Uhr am Tatort zurück, die später von ihrem Onkel William Ward als eine Uhr identifiziert wurde, die er ihr geschenkt hatte. Es gab auch Blutspuren, wo ein Fenster eingedrückt worden war, und Pratt hatte eine Wunde. Bei den beiden verbrannten Gebäuden handelte es sich um ein neues Haus und ein Labor, das für die Studentinnen der Universität Cambridge bestimmt war.
Am 22. Mai 1913 wurde sie verhaftet und von ihrer Arbeit suspendiert. Sie wurde für einige Tage in Untersuchungshaft genommen, bevor Dorothy Jewson, eine Freundin und spätere Parlamentsabgeordnete, die Kaution von 200 Pfund bezahlte. Während sie auf ihren Prozess wartete, nahm sie an einer Demonstration gegen den sogenannten Prisoners (Temporary Discharge for Ill Health) Act 1913 in Norwich teil. Das Gesetz gab den Behörden das Recht, hungerstreikende Suffragetten freizulassen und sie wieder zu verhaften, wenn sie sich erholt hatten. Er war als Cat and Mouse Act bekannt, weil Katzen mit Mäusen spielen, bevor sie sie töten, und weil Mäuse sich verstecken, um nicht wieder gefangen zu werden.
Als der Fall im Oktober vor Gericht kam, beschloss sie, sich selbst zu verteidigen. Sie verhörte ihren Onkel, da dessen Aussagen vor Gericht auf Gesprächen mit ihr beruhten, die er geführt hatte, ohne sie über den Ermittlungscharakter zu informieren. Sie wurde jedoch aufgrund ihres eigenen Geständnisses, das sie in ihrem Plädoyer abgab, verurteilt. Pratt wies darauf hin, dass Frauen zwar eine Universitätsausbildung erhielten, ihnen aber aufgrund ihres Geschlechts keine Universitätsabschlüsse verliehen würden. Sie wurde von Richter Bray zu achtzehn Monaten Gefängnis verurteilt, von ihrem Arbeitsplatz entlassen und in das Holloway Prison eingewiesen. Pratt trat fünf Tage lang in den Hungerstreik und wurde zwangsernährt. Sie wurde nach dem Cat and Mouse Act entlassen, da sich der Arzt wegen der Zwangsernährung Sorgen um ihr Herz machte, und erhielt die ärztliche Empfehlung, drei Monate zu ruhen.
Im Gefängnis wurde Pratt fotografiert. Dieses Foto wurde mit anderen, teilweise heimlich aufgenommenen, zu einer Seite zusammengefügt, die Polizisten gezeigt werden konnte, um verdächtige Frauen zu identifizieren. Sie war die Nummer 18 auf einem Blatt, auf dem auch Mary Richardson (11), Lilian Lenton (12), Kitty Marion (13), Lillian Forrester (14), eine Miss Johansson (15), Clara Giveen (16) und Sarah Jane Baines (17) abgebildet waren. Diese Erkennungsblätter wurden 1914 in Umlauf gebracht.
Pratt verließ die WSPU, als die Organisation mit Beginn des Ersten Weltkriegs in einem Stillhalteabkommen mit der Regierung ihre Kampagne für das Frauenwahlrecht einstellte und sich auf die Unterstützung des Krieges konzentrierte. Sie kehrte nach Norwich zurück und heiratete am 19. Mai 1915 Bernard Francis. Er war Mitglied der Men’s League for Women’s Suffrage gewesen und trat zu Beginn des Ersten Weltkriegs den Royal Engineers bei, wo er den Rang eines Leutnants erreichte.
1936 starb William Ward (der Onkel) und hinterließ seiner Nichte, die nun Miriam Francis hieß, die Hälfte seines Besitzes. Zu diesem Zeitpunkt war sie nach London gezogen und arbeitete als Sekretärin.
Pratt starb im Alter von 82 Jahren im Jahr 1975 im Horton Hospital in Epsom, Surrey.